# Bethold-Himumiune-Grundschule
Die Bethold-Himumiune-Grundschule (englisch Bethold Himumiune Primary School) ist eine Grundschule in der Windhoeker Vorstadt Katutura in Namibia. Einzelne Räume der Schulgebäude sind seit dem 2. Oktober 2006 ein Nationales Denkmal.
Es handelte sich um das erste Schulgebäude der in der Apartheid ausschließlich von Schwarzen bewohnten Vorstadt. Hier wurden zunächst ab dem 19. Januar 1960 Kinder aus der Old Location unterrichtet, die unter Zwang hierhin umsiedelten mussten. Die Kinder wurden ab 1962 auf ethnische Schulen verteilt. Die Bethold-Himumiune-Grundschule hieß ab dann Herero State School No. 1 und erhielt zehn Jahre später ihren heutigen Namen, nach dem ersten Schuldirektor der St Barnabas Primary School in der Old Location.